# La República (Rosario)
La República fue un periódico fundado por Lisandro de la Torre en la ciudad de Rosario durante el año 1898, con Florencio Sánchez como Secretario de Redacción, quien estaba iniciándose en el periodismo.

## Historia
La decisión de fundar el diario fue tomada por Lisandro de la Torre tras su duelo y ruptura con Hipólito Yrigoyen, dirigente de la nueva conducción del radicalismo en 1897, siendo este el instrumento por el cual De la Torre expondría sus nuevas ideas cada vez más distanciadas del radicalismo de Yrigoyen a la vez que se propondría "asumir en la prensa de Rosario la representación del partido radical de la provincia". De esta manera De la Torre fue abriendo un nuevo espacio político a la derecha del socialismo y a la izquierda de los conservadores, el cual se terminará plasmando en 1908 con la conformación de su nuevo partido político: la Liga del Sur.